# Monti Alburni
I Monti Alburni sono un massiccio montuoso carsico dell'Appennino lucano (o, secondo altre fonti, dell'Appennino campano), posto tra la valle del Sele e la piana di Paestum a nord, il gruppo montuoso Eremita - Marzano a nord-est, la valle del Tanagro e il Vallo di Diano a est, la valle del Calore e la valle del Fasanella a ovest, i monti del Cilento a sud. Sono caratterizzati da una morfologia ricca di doline, grotte, cavità e inghiottitoi, notevole soprattutto dal lato occidentale (ad es. dalla piana del Sele).

## Geologia
La natura carsica del complesso ha favorito la formazione di un gran numero di grotte e cavità (circa 2000) tra le quali sono famose quelle di Castelcivita, le più estese del sud Italia, e di Auletta-Pertosa ("grotte dell'Angelo"), costellata di stalattiti e che contiene un lago sotterraneo di acqua plumbea e gelida.

## Monte Panormo
Il nome della catena è dato dal "Monte Alburno" che segna il confine tra i Comuni di Ottati, Sicignano e Petina, la cui vetta raggiunge i 1742 m s.l.m.. Noto anche come Monte Panormo per le ampie vedute panoramiche, è stato menzionato da Virgilio nelle sue Georgiche (III, 146).
Dalla gente del luogo i suoi monti venivano creduti Titani provenienti dall'antistante Mar Tirreno per sfuggire all'ira di Nettuno. Nel territorio cilentano il Panormo è il terzo monte per altezza, preceduto dal Monte Cervati (1.899 m) e dalla Cima di Mercori (1.788 m).
Il monte appare spesso innevato da inizio dicembre a metà aprile.

## Parco nazionale
Ricco di sentieri e mulattiere, la catena degli Alburni costituisce oggi il cuore del Parco nazionale del Cilento, Vallo di Diano e Alburni. Al centro di essi, su una strada che congiunge Sant'Angelo a Fasanella a Petina e Polla si trova un rifugio, il Casone d'Aresta (1.169 m), e poco lontano la scultura rupestre dell'Antece.

## Dati altimetrici
| Nome del monte    | Altimetria (m s.l.m.) | Comuni compresi                                        |
| ----------------- | --------------------- | ------------------------------------------------------ |
| Panormo (Alburno) | 1.742                 | Sicignano degli Alburni, Ottati, Petina                |
| Monte della Nuda  | 1.704                 | Castelcivita, Postiglione, Sicignano degli Alburni     |
| Le Palomelle      | 1.687                 | Sicignano degli Alburni                                |
| Spina dell'Ausino | 1.426                 | Corleto Monforte, San Rufo, San Pietro al Tanagro      |
| Monte Pizzuto     | 1.403                 | Postiglione, Castelcivita, Controne                    |
| Caramito          | 1.364                 | Ottati, Petina, Sant'Angelo a Fasanella                |
| Il Figliolo       | 1.364                 | Petina, Sant'Angelo a Fasanella, Ottati                |
| La Marta          | 1.303                 | Polla, Auletta, Pertosa                                |
| Serra Nicola      | 1.301                 | Corleto Monforte, Sant'Arsenio, Polla, Auletta, Petina |
| Serra Nuda        | 1.283                 | San Rufo, Corleto Monforte                             |
| Monte Forloso     | 1.102                 | Petina, Sicignano degli Alburni                        |
| Tempa del Prato   | 1.048                 | Ottati                                                 |
| Costa la Croce    | 951                   | Ottati                                                 |
| Monte Pruno       | 879                   | Roscigno                                               |

## Amministrazione
Comuni degli Alburni
- Castelcivita
- Controne
- Corleto Monforte
- Ottati
- Petina
- Postiglione
- Sant'Angelo a Fasanella
- Sicignano degli Alburni

Comuni in parte compresi negli Alburni
- Aquara
- Auletta
- Bellosguardo
- Caggiano
- Pertosa
- Polla
- Roscigno
- Sacco
- San Pietro al Tanagro
- San Rufo
- Serre

Comunità e ambiente
- Comunità montana Alburni
- Grotte di Castelcivita
- Grotte di Pertosa
- Grotta dell'Angelo (Sant'Angelo a Fasanella)
- Cilento
- Vallo di Diano
- Parco nazionale del Cilento e Vallo di Diano